# Aage di Rosenborg
Aage di Danimarca, conte di Rosenborg (Aage Christian Alexander Robert, in danese: Arveprins Aage; Copenaghen, 10 giugno 1887 – Taza, 29 febbraio 1940), è stato un principe danese, e ufficiale della Legione straniera francese. È nato a Copenaghen primogenito del principe Valdemaro di Danimarca e principessa Maria d'Orleans.

## Biografia
Il principe Aage ebbe un flirt con la principessa Marie Bonaparte, moglie di suo cugino il principe Giorgio di Grecia e Danimarca. Nel 1909 il principe Aage entrò a far parte dell'esercito danese, e nel 1913 era salito al grado di tenente. Durante la prima guerra mondiale ha servito come un osservatore in Italia per un anno. Tornato in Danimarca è stato promosso a capitano.
Senza ricevere il permesso previsto dalla legge dal re danese, Aage sposò Matilda Calvi dei Conti di Bergolo (Buenos Aires, 17 settembre 1885 - Copenaghen, 16 ottobre 1949), figlia di Carlo Giorgio Lorenzo Calvi, V conte di Bergolo e della baronessa Anna Guidobono Calvalchini Roero San Severino, a Torino il 1º febbraio 1914. Pochi giorni dopo, rinunciò al suo posto nella linea di successione al trono di Danimarca, perdendo il suo titolo di principe di Danimarca, e il titolo di Altezza Reale. Con l'autorizzazione del re, assunse il titolo di "principe Aage, Conte di Rosenborg "e il titolo di Altezza il 5 febbraio 1914, ereditato poi dai suoi discendenti legittimi in linea maschile; l'uso del prefisso principesca fu limitato a lui ed alla moglie. Aage e Matilde ebbero un figlio prima del loro divorzio nel 1939:
- Valdemaro Giorgio Alessandro Luigi Maria, conte di Rosenborg (Torino, 3 gennaio 1915 - Parigi, 1º aprile 1995), sposata a Villefranche-sur-Mer, Nizza , il 20 aprile 1949, Floria, Baronne d'Huart-Saint-Mauris (Parigi, 10 agosto 1925 - Parigi, 20 agosto 1995). Non ebbero figli.

Nel 1922, Aage ricevette il permesso dal re, come richiesto dalla legge danese, di lasciare l'esercito danese, al fine di partecipare alla legione straniera francese, e dopo negoziati tra il governo danese e del governo francese principe Aage entrò nella legione straniera con il grado di capitano.
Andò in battaglia in Marocco. Ha ricevuto la Croce di Guerra dopo essere stato colpito alla gamba sinistra. Durante i suoi diciassette anni nella Legione Straniera principe Aage raggiunse il grado di tenente colonnello, e ha anche ricevuto la più alta delle onorificenze francese, la Legion d'Onore.
Il principe Aage morì in Taza, Marocco, nel 1940, e fu sepolto a Sidi Bel Abbes, Algeria. Ad oggi, i suoi resti si trovano accanto a quelle di Général Rollet e legionario Zimmermann nella città di Puyloubier, Francia.

## Ascendenza
|                           |                              |                                     | Genitori                                   |  |  | Nonni |  |  | Bisnonni                                                       |  |  | Trisnonni                                            |  |
|                           |                              |                                     |                                            |  |  |       |  |  | Federico Guglielmo di Schleswig-Holstein-Sonderburg-Glücksburg |  |  | Federico Carlo di Schleswig-Holstein-Sonderburg-Beck |  |
|                           |                              |                                     |                                            |  |  |       |  |  | Federico Guglielmo di Schleswig-Holstein-Sonderburg-Glücksburg |  |  | Federico Carlo di Schleswig-Holstein-Sonderburg-Beck |  |
|                           |                              | Federica di Schlieben               |                                            |  |  |       |  |  | Federico Guglielmo di Schleswig-Holstein-Sonderburg-Glücksburg |  |  |                                                      |  |
| Cristiano IX di Danimarca |                              |                                     |                                            |  |  |       |  |  | Federico Guglielmo di Schleswig-Holstein-Sonderburg-Glücksburg |  |  |                                                      |  |
|                           |                              | Luisa Carolina d'Assia-Kassel       | Carlo d'Assia-Kassel                       |  |  |       |  |  |                                                                |  |  |                                                      |  |
|                           |                              | Luisa Carolina d'Assia-Kassel       | Carlo d'Assia-Kassel                       |  |  |       |  |  |                                                                |  |  |                                                      |  |
|                           |                              | Luisa Carolina d'Assia-Kassel       | Luisa di Danimarca                         |  |  |       |  |  |                                                                |  |  |                                                      |  |
| Valdemaro di Danimarca    |                              | Luisa Carolina d'Assia-Kassel       |                                            |  |  |       |  |  |                                                                |  |  |                                                      |  |
|                           |                              | Guglielmo d'Assia-Kassel            | Federico d'Assia-Kassel                    |  |  |       |  |  |                                                                |  |  |                                                      |  |
|                           |                              | Guglielmo d'Assia-Kassel            | Federico d'Assia-Kassel                    |  |  |       |  |  |                                                                |  |  |                                                      |  |
|                           |                              | Guglielmo d'Assia-Kassel            | Carolina di Nassau-Usingen                 |  |  |       |  |  |                                                                |  |  |                                                      |  |
| Luisa d'Assia-Kassel      |                              | Guglielmo d'Assia-Kassel            |                                            |  |  |       |  |  |                                                                |  |  |                                                      |  |
|                           |                              | Luisa Carlotta di Danimarca         | Federico di Danimarca                      |  |  |       |  |  |                                                                |  |  |                                                      |  |
|                           |                              | Luisa Carlotta di Danimarca         | Federico di Danimarca                      |  |  |       |  |  |                                                                |  |  |                                                      |  |
|                           |                              | Luisa Carlotta di Danimarca         | Sofia Federica di Meclemburgo-Schwerin     |  |  |       |  |  |                                                                |  |  |                                                      |  |
| Aage di Danimarca         |                              | Luisa Carlotta di Danimarca         |                                            |  |  |       |  |  |                                                                |  |  |                                                      |  |
|                           | Ferdinando Filippo d'Orléans | Luigi Filippo di Francia            |                                            |  |  |       |  |  |                                                                |  |  |                                                      |  |
|                           | Ferdinando Filippo d'Orléans | Luigi Filippo di Francia            |                                            |  |  |       |  |  |                                                                |  |  |                                                      |  |
|                           | Ferdinando Filippo d'Orléans | Maria Amalia di Borbone-Due Sicilie |                                            |  |  |       |  |  |                                                                |  |  |                                                      |  |
| Roberto d'Orléans         | Ferdinando Filippo d'Orléans |                                     |                                            |  |  |       |  |  |                                                                |  |  |                                                      |  |
|                           |                              | Elena di Meclemburgo-Schwerin       | Federico Ludovico di Meclemburgo-Schwerin  |  |  |       |  |  |                                                                |  |  |                                                      |  |
|                           |                              | Elena di Meclemburgo-Schwerin       | Federico Ludovico di Meclemburgo-Schwerin  |  |  |       |  |  |                                                                |  |  |                                                      |  |
|                           |                              | Elena di Meclemburgo-Schwerin       | Carolina Luisa di Sassonia-Weimar-Eisenach |  |  |       |  |  |                                                                |  |  |                                                      |  |
| Maria d'Orléans           |                              | Elena di Meclemburgo-Schwerin       |                                            |  |  |       |  |  |                                                                |  |  |                                                      |  |
|                           |                              | Francesco d'Orléans                 | Luigi Filippo di Francia                   |  |  |       |  |  |                                                                |  |  |                                                      |  |
|                           |                              | Francesco d'Orléans                 | Luigi Filippo di Francia                   |  |  |       |  |  |                                                                |  |  |                                                      |  |
|                           |                              | Francesco d'Orléans                 | Maria Amalia di Borbone-Due Sicilie        |  |  |       |  |  |                                                                |  |  |                                                      |  |
| Francesca Maria d'Orléans |                              | Francesco d'Orléans                 |                                            |  |  |       |  |  |                                                                |  |  |                                                      |  |
|                           |                              | Francesca di Braganza               | Pietro I del Brasile                       |  |  |       |  |  |                                                                |  |  |                                                      |  |
|                           |                              | Francesca di Braganza               | Pietro I del Brasile                       |  |  |       |  |  |                                                                |  |  |                                                      |  |
|                           |                              | Francesca di Braganza               | Maria Leopoldina d'Asburgo-Lorena          |  |  |       |  |  |                                                                |  |  |                                                      |  |
|                           |                              | Francesca di Braganza               |                                            |  |  |       |  |  |                                                                |  |  |                                                      |  |